# Homunkulus

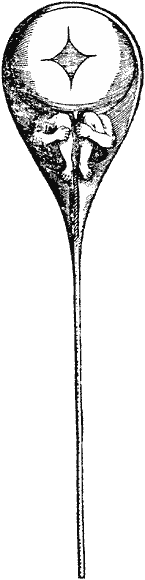
Homunkulus des niederländischen Wissenschaftlers Nicolas Hartsoeker

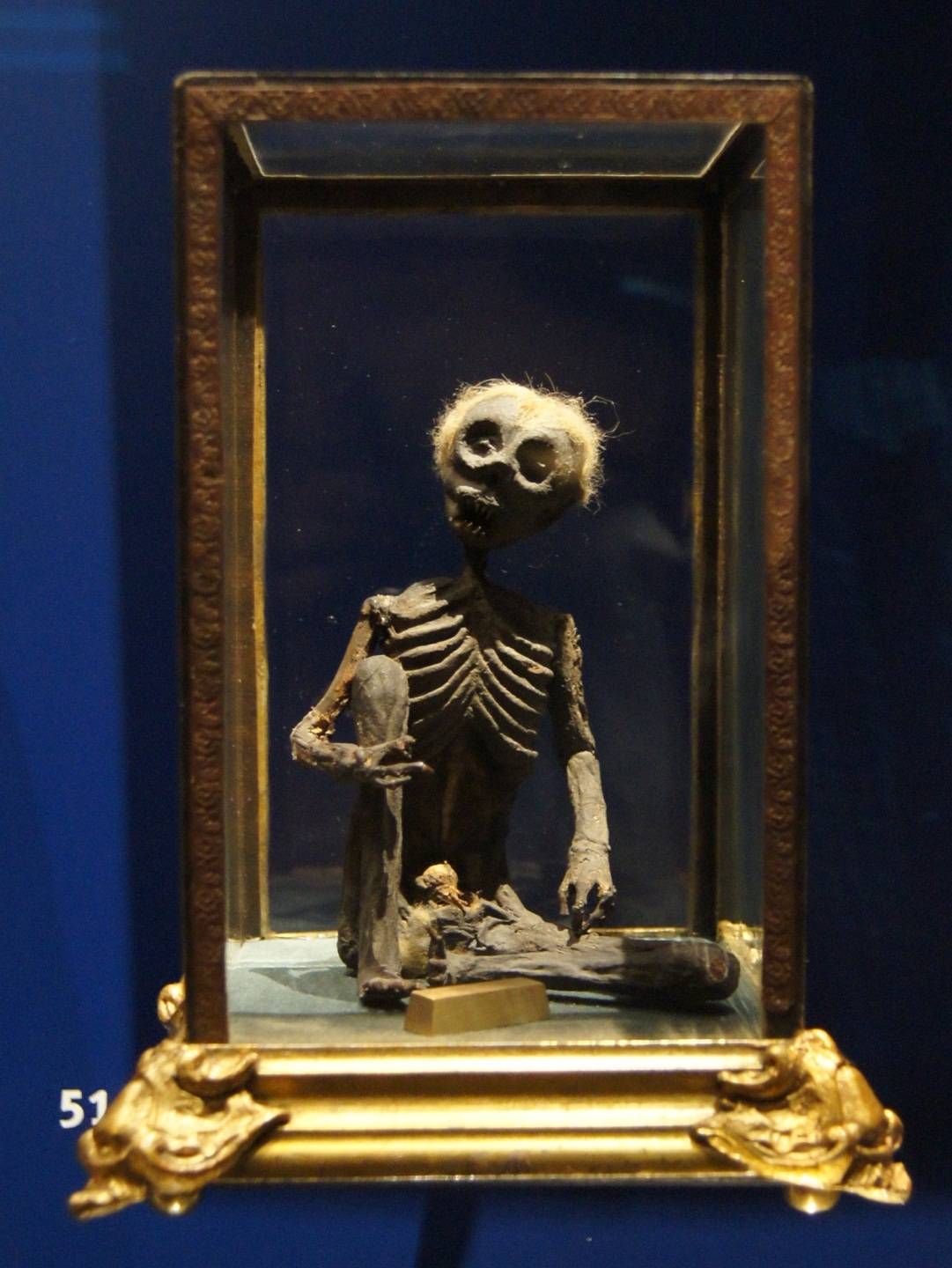
Historisches Modell des Homunkulus, Kunstkammer im Landesmuseum Württemberg (Leihgabe des SMNS)

Der Homunkulus oder lateinisch Homunculus („Menschlein“) bezeichnet einen künstlich geschaffenen (kleinen) Menschen. Die Idee des Homunkulus wurde im Spätmittelalter im Kontext alchemistischer Theorien entwickelt. Häufig erscheint der Homunkulus als dämonischer Helfer magischer Praktiken. Das Motiv des Homunkulus wurde in der Literatur oft aufgegriffen, insbesondere um die Ambivalenz der modernen Technik zu illustrieren. Die vielleicht bekannteste Verwendung der Homunkulus-Idee findet sich in Goethes Faust II.
Der Begriff des Homunculus hat zudem in der Philosophie und Neurowissenschaft weitere Bedeutungen erhalten. In der Philosophie der Wahrnehmung und der Philosophie des Geistes wird mit dem Begriff „Homunkulus“ auf die Idee Bezug genommen, dass es im Kopf nochmals ein Wesen gebe, das Reize wahrnehme und Erlebnisse habe. Zwar glaubt vermutlich kein Philosoph, dass es einen Homunkulus im Kopf gibt, allerdings werfen Philosophen gelegentlich bestimmte Theorien auf, welche die Existenz eines derartigen Wesens unausgesprochen enthalten. Wenn man etwa annimmt, dass in der visuellen Wahrnehmung ein Bild auf die Netzhaut projiziert wird, das als Bild dann in das Gehirn gesendet wird, dann müsste es im Kopf nochmals ein Wesen geben, das sich diese Bilder anschaut. Mit solchen Gedankengängen sollen bestimmte Vorstellungen über die Wahrnehmung und den Geist ad absurdum geführt werden.
In der Neuroanatomie wird veranschaulichend von einem sensorischen Homunkulus und einem motorischen Homunkulus gesprochen. Diese Homunculi entstehen als epistemische Hilfskonstruktionen, wenn man die Gehirnregionen den Körperteilen zuordnet, für die sie jeweils zuständig sind.

## Kulturgeschichte

### Frühe Konzepte
Das Wort homunculus ist bereits bei Cicero, Plautus und Apuleius belegt. Dort bedeutet es als Diminutiv von homo, d. h. als Verkleinerungsform des lateinischen Wortes für „Mensch“, nichts anderes als „kleiner Mensch, Menschlein“. Ein kulturhistorisch bedeutsames Konzept wurde mit diesem Wort erst im Spätmittelalter verbunden, als die viel älteren Spekulationen über die Erzeugung künstlicher Menschen (vgl. den Pygmalion- und Golem-Mythos) eine neue, chemisch-medizinische Richtung einschlugen. Der Arzt Arnaldus von Villanova soll sich im 13. Jahrhundert bereits über die alchemistische Herstellung von künstlichen Menschen Gedanken gemacht haben. Es gibt sogar noch frühere Berichte über Homunculi. In den Pseudoklementinen (4. Jahrhundert n. Chr.?) wird behauptet, dass Simon Magus einen Menschen geschaffen hätte, indem er Luft in Wasser, Wasser in Blut und schließlich Blut in Fleisch verwandelt habe.

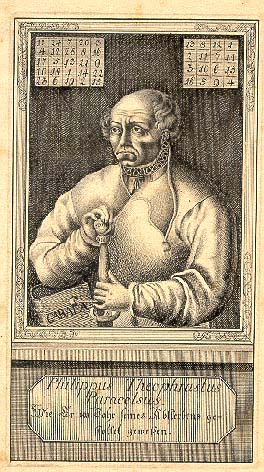
Paracelsus

Genau beschrieben wird die angebliche Herstellung eines Homunkulus in der Schrift De natura rerum (1538), die allgemein Paracelsus zugeschrieben wird. Dort bekommt auch der Begriff des Homunkulus zum ersten Mal seine alchemistische Bedeutung. Paracelsus war ein Arzt, Alchemist und Mystiker des frühen 16. Jahrhunderts. In De natura rerum wird aus der Tatsache der Putrefaktion (dem Verfaulen und Verwesen organischer Stoffe) in warm-feuchter Umgebung abgeleitet, dass auch die Entwicklung des bebrüteten Vogeleies und die Entwicklung des männlichen Samens in der Gebärmutter eine solche Putrefaktion darstelle. Somit ließe sich eine künstliche warm-feuchte Umgebung für das Wachstum eines Lebewesens schaffen. Paracelsus gibt eine konkrete Anleitung für die Erzeugung eines Homunkulus: Man müsse menschliche Spermien 40 Tage in einem Gefäß im (wärmenden) Pferdemist verfaulen lassen. Was sich dann rege, sei „einem Menschen gleich, doch durchsichtig“. 40 Wochen lang müsse man dieses Wesen dann bei konstanter Wärme mit dem Arcanum des Menschenbluts nähren, und schließlich werde ein menschliches Kind entstehen, jedoch viel kleiner als ein natürlich geborenes Kind.

### Spätere Konzepte
In der Tradition der Alchemie war die Idee der Erzeugung von neuem Leben verbreitet. Organisches Material schien einen Seelenstoff zu enthalten, aus dem man neues, künstliches Leben gestalten könne. Noch Pierre Borel, der Leibarzt Ludwigs XIV., behauptete im späten 17. Jahrhundert, dass durch die Destillation von Menschenblut eine menschliche Gestalt entstehe. Ähnliches wird von dem britischen Chemiker und Mystiker Robert Fludd berichtet, der angeblich einen Menschenkopf in der Retorte züchtete. Mit dem Beginn der Neuzeit kann man jedoch auch einen gewissen Wandel des Homunkuluskonzeptes beobachten, der letztlich die Weiterentwicklung der Naturwissenschaften widerspiegelt. War der Homunkulus zu Beginn noch ein vorwiegend alchemistisch-mystisches Konzept, transformiert sich die Idee einer Züchtung und Zeugung künstlicher Menschen gemäß den Fortschritten der empirischen Wissenschaften. Die jeweils avanciertesten Diskurse (Mechanik, Elektromagnetismus, Genetik) inspirieren diesen alten menschlichen Traum, bis zu den Klon- und KI-Phantasien der heutigen Tage. Derartige „naturwissenschaftliche“ Ideen klingen schon in der frühen Neuzeit in Francis Bacons Wissenschaftsutopie Nova Atlantis (1626) an. In Nova Atlantis entwirft Bacon eine utopische Idealgesellschaft, die im Wesentlichen von dem „Haus Salomons“, einer Art Wissenschaftsakademie, beherrscht ist. Dieses Haus Salomons beherrscht durch wissenschaftlichen Fortschritt wunderbare Techniken, unter anderem ist eine starke Modifizierung lebender Organismen möglich.

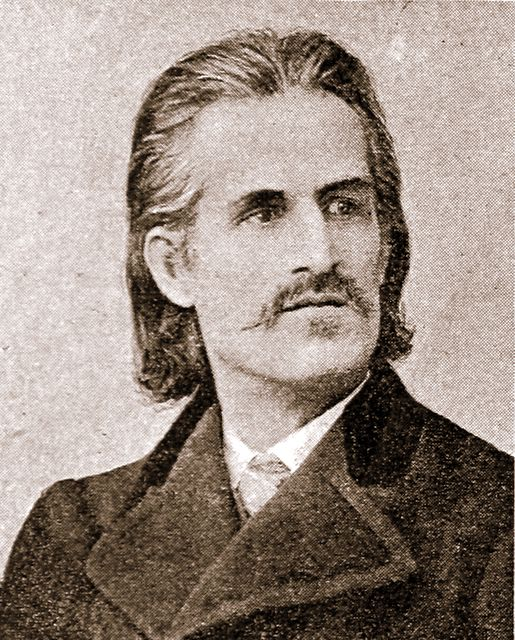
Robert Hamerling

Dabei wird das Motiv des Homunkulus nicht nur verwendet, um einen Fortschrittsoptimismus im Geiste Bacons zum Ausdruck zu bringen. Der österreichische Dichter Robert Hamerling setzte etwa die Figur des Homunkulus ein, um eine scharfe Kritik an einer zunehmend materialistisch orientierten Weltanschauung zu üben. In dem 1888 veröffentlichten, satirischen Epos Homunkulus beschreibt Hamerling einen Professor, der einen Homunkulus schafft. Dieser ist mit seiner Erschaffung allerdings nicht zufrieden, zu klein und schrumpelig sei sein Äußeres. In seinem weiteren Leben macht der Homunkulus Karriere als Geschäftsmann und Verleger. Er gründet eine Zeitschrift, die für den Abdruck von Gedichten kein Honorar zahlt, sondern ein Honorar fordert. Mit dem Verkauf dieser Zeitschrift wird der Homunkulus reich, verliert sein Geld jedoch wieder in einem Börsencrash. Nach einem Suizidversuch baut er eine Schule für Affen auf, die das Ziel hat, bessere Menschen zu züchten. Da dieses Projekt und auch weitere Unternehmungen scheitern, entwickelt sich der Homunkulus schließlich zu einem radikalen Misanthropen, der sich als Einsiedler zurückzieht und an einem Luftschiff baut. Schließlich fährt der Homunkulus rastlos mit diesem Luftschiff umher und verwüstet dabei viele Landstriche. Der Literaturwissenschaftler Klaus Völker kommentiert Hamerlings Homunkulusfigur wie folgt: „Hamerling benutzt die Homunkulus-Gestalt in seinem Epos als Metapher für die in seinen Augen unheilvoll materialistische Gesinnung seiner Zeit, für Profitgier und Unmenschlichkeit. Das Humunkeltum, das das künstliche Geschöpf auf Erden etablieren möchte, ist die Vision einer von Geld und Technik verunstalteten Welt.“ Allerdings erklärt Völker auch, dass Hamerling den Anspruch einer Wissenschaftskritik nicht einlösen könne, da sich sein Werk schließlich in nationalistischen und antisemitischen Stereotypen verliere.

### Der Homunkulus in GoethesFaust
Das Motiv des Homunkulus ist unter anderem von Goethe während seiner Arbeit an Faust II zwischen 1825 und 1831, als Idee eines auf chemischem Wege erzeugten Menschen, aufgenommen worden. Mit dazu beigetragen hat die erste erfolgreiche Umwandlung von anorganischer in organische Materie im Jahr 1828: die Harnstoffsynthese durch Friedrich Wöhler. In einem Entwurf vom 17. Dezember 1826 beschreibt Goethe explizit Wagner als Schöpfer des Homunculus, in der endgültigen Fassung fehlt dieser Teil. Der Dichter und enge Vertraute Goethes Johann Peter Eckermann erklärte daher, dass Mephistopheles der eigentliche Schöpfer des Homunkulus sei. Endgültig klären lässt sich diese Frage nicht mehr.
Es ist möglich, die Idee des Homunkulus durch Goethes Naturphilosophie zu erklären. Goethe war der Meinung, dass es einen besonderen Lebenssaft gebe, der allen Lebewesen zukomme und organisches und anorganisches Material grundsätzlich voneinander trenne. Man nennt eine solche Position Vitalismus. Im Rahmen dieser Theorie ist die Schaffung von Lebewesen aus anorganischem Material nicht denkbar. Wenn jedoch, wie bei der Erzeugung von Homunculi, organische Materialien ins Spiel kommen, wäre die Erzeugung von künstlichen Wesen grundsätzlich denkbar. Schon bei Goethe ist das Motiv des Homunculus mit der Idee einer erfolgreichen Naturwissenschaft verknüpft. So lässt er Wagner sprechen:

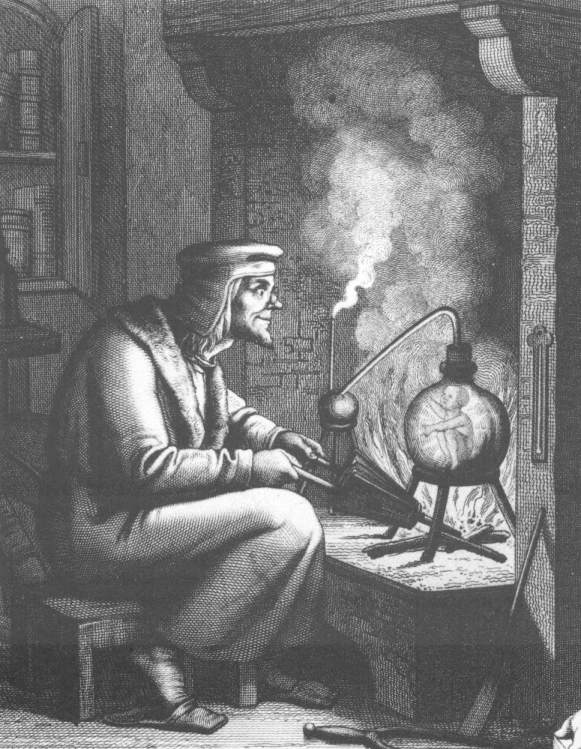
Wagner brütet den Homunkulus im Glaskolben aus

„Es leuchtet! seht! – Nun läßt sich wirklich hoffen,

Daß, wenn wir aus viel hundert Stoffen

Durch Mischung – denn auf Mischung kommt es an –

Den Menschenstoff gemächlich componiren,

In einen Kolben verlutiren

Und ihn gehörig cohobiren,

So ist das Werk im Stillen abgethan.

Es wird! die Masse regt sich klarer!

Die Ueberzeugung wahrer, wahrer!

Was man an der Natur Geheimnisvolles pries,

Das wagen wir verständig zu probiren,

Und was sie sonst organisiren ließ,

Das lassen wir krystallisiren.“

## Der Homunkulus in der Philosophie
In der Philosophie wird der Begriff des Homunkulus in einer Weise verwendet, die sich vom alchemistischen und literarischen Gebrauch erheblich unterscheidet. Seit der frühen Neuzeit wurde versucht, auch lebendige Organismen als Funktionsgebilde zu betrachten, und damit entstand das Problem, erklären zu müssen, an welcher Stelle eines untersuchten Ablaufs sich das selbstorganisierte Handeln vom fremdorganisierten Funktionieren abgrenze. Ein Lösungsversuch war der Homunculus, der die Vorstellung des Menschen vor der Maschine in einen betrachteten Organismus verlagerte. In der Philosophie der Wahrnehmung und in der Philosophie des Geistes werden Positionen als „Homunkulustheorien“ bezeichnet, wenn sie einen Ort im Körper postulieren, an dem ein bewusstes Wesen oder ein Geist aufzufinden sei. Meist hat die Rede von einem Homunkulus dabei eine kritische Funktion: Bestimmten Theorien wird vorgeworfen, dass sie die Existenz eines Homunkulus implizieren würden. Da es jedoch keinen Homunkulus gebe bzw. mit einer solchen Annahme nur das zu klärende Problem vom Organismus auf den Homunkulus verschoben werde, seien diese Theorien abzulehnen.

### Philosophie der Wahrnehmung

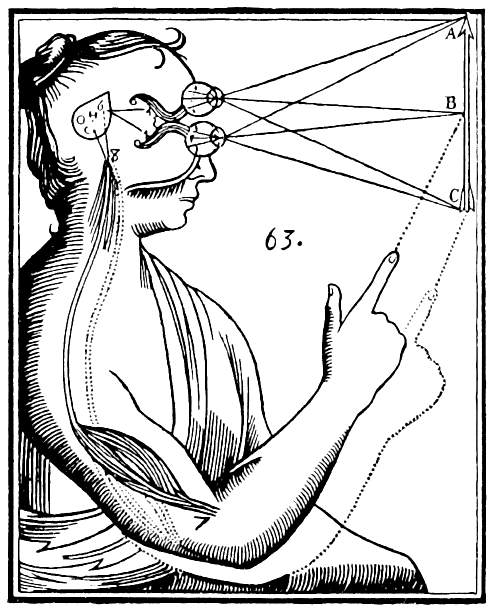
René Descartes’ Illustration des Wahrnehmungsprozesses

In der Philosophie der Wahrnehmung wird wohl am deutlichsten, wie es zu der Annahme eines Homunkulus kommen kann. Viele klassische Theorien der Wahrnehmung können als Abbildtheorien bezeichnet werden. So war etwa schon René Descartes bewusst, dass bei der visuellen Wahrnehmung auf der Netzhaut ein Bild generiert wird. Descartes schloss aus diesem Sachverhalt, dass Menschen nicht direkt die materielle Welt, sondern innere Bilder wahrnehmen. Der Gegenwartsphilosoph Lambert Wiesing kommentiert: „Der wahrnehmende Mensch betrachtet immer schon wie der Besucher einer Camera obscura ausschließlich Bilder, die sich zwischen ihm und der angeblich gesehenen Welt befinden.“ Nun scheint die Annahme eines inneren Bildes jedoch nur unproblematisch zu sein, wenn es einen Betrachter gibt, der dieses Bild anschaut. Unbetrachtete Bilder können schließlich zu keinem bewussten Wahrnehmungserlebnis führen. Dies ist der Grund, warum viele klassische Theorien der Wahrnehmung einen Homunkulus postulieren. Bei Descartes hatte der Homunkulus die Form eines immateriellen Geistes, dem an der Zirbeldrüse (Epiphyse) Informationen über die materielle Welt präsentiert werden sollten.

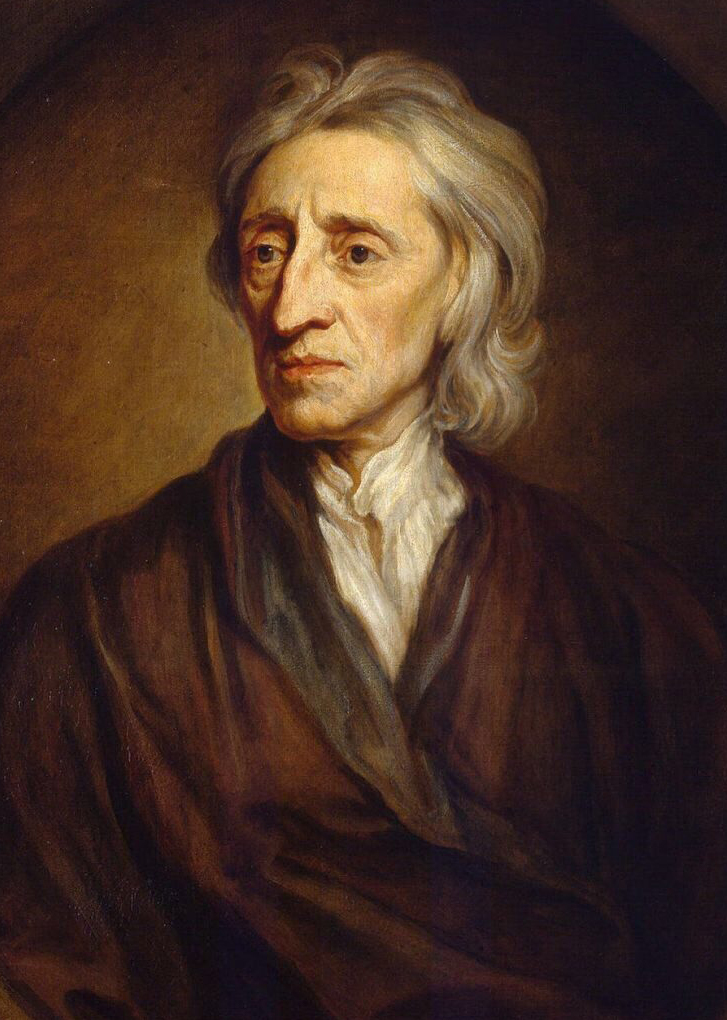
John Locke

Neben Descartes ist die Erkenntnistheorie John Lockes ein klassisches Beispiel für eine Homunkulustheorie. Nach Locke muss jede Idee im Bewusstsein nochmals wahrgenommen werden. Wiesing kommentiert: „So wie auch schon in der Camera obscura jemand stehen muss, um die Bilder an der Wand sehen zu können, so muss auch im Bewusstseinszimmer ein Betrachter der Ideen unterstellt werden, ein Homunkulus, der sich die Repräsentationen im Geist anschaut.“:S. 26.
Nun gibt es jedoch ein klassisches Argument gegen derartige Homunkulustheorien: Selbst wenn es einen Homunkulus geben würde, so müsste man sich fragen, wie es ihm gelingt, das innere Bild wahrzunehmen. Wenn der Homunkulus das innere Bild wahrnimmt, indem er selbst wieder ein inneres Bild erzeugt, so scheint man einen weiteren Homunkulus postulieren zu müssen, der das innere Bild des Homunkulus wahrnimmt. Man kann dieses Problem immer weiter fortführen, denn natürlich kann man auch fragen, wie der zweite Homunkulus das innere Bild des ersten Homunkulus wahrnehmen kann. Philosophen sprechen bei derart fortführbaren Problemen von einem infiniten Regress. Wenn man jedoch behauptet, dass der Homunkulus nicht ein inneres Bild erzeugen müsse, so kann man fragen, wieso nicht gleich vollständig auf innere Bilder und Abbildtheorien verzichtet wird.
Viele Wahrnehmungstheoretiker ziehen aus dieser Homunkulusargumentation den Schluss, dass man den Prozess der Wahrnehmung nicht durch innere Bilder oder Abbildtheorien erklären sollte. Dies bedeutet allerdings nicht, dass die Idee innerer Bilder grundsätzlich verkehrt sein muss. So hat die Frage nach inneren Bildern in der Kognitionswissenschaft in der Imagery debate viel Aufmerksamkeit gefunden.

### Daniel Dennett und das cartesianische Theater

Cartesianisches Theater

Die philosophische Debatte um Homunculi ist jedoch nicht alleine auf Philosophie der Wahrnehmung begrenzt. Der Philosoph Daniel Dennett vertritt etwa die These, dass zahlreiche Theorien des Geistes meist unbewusst die Existenz eines Homunkulus annehmen. Dies geschehe genau dann, wenn davon ausgegangen wird, dass alle Informationen an einem Ort im Gehirn zusammengeführt werden müssen, um zu Bewusstsein zu kommen. Die kognitive Neurowissenschaft hat etwa herausgefunden, dass es Regionen im Gehirn gibt, die selektiv auf bestimmte Formen, Farben oder Bewegungen ansprechen. Die von Dennett kritisierten Theorien gehen nun davon aus, dass bei der Wahrnehmung etwa eines fliegenden, blauen Balls die Informationen über die verschiedenen Eigenschaften zusammengeführt werden müssen, um zu der Wahrnehmung eines fliegenden blauen Balls zu gelangen.
Dennett behauptet, dass ein derartiges Zusammenführen der Informationen nur bei der Annahme eines Homunkulus notwendig sei und versucht diesen Punkt durch die Metapher des „cartesianischen Theaters“ deutlich zu machen. Wie bereits beschrieben, ging Descartes davon aus, dass dem Geist ein inneres Bild präsentiert werden müsse, um zu einer Wahrnehmung zu gelangen. Dennett argumentiert nun, dass die gemeinsame Präsentation von Eigenschaften wie Farbe, Form und Bewegung nur notwendig sei, wenn man von einem Beobachter im Gehirn ausgehe, der all die verteilt repräsentierten Informationen zusammentrage. Dennett erklärt: „Wenn eine bestimmte Beobachtung durch einen spezialisierten Teil des Gehirns gemacht wurde, ist der Informationsgehalt gegeben und muss nicht zu einer erneuten Beobachtung zu einem zentralen Beobachter geschickt werden.“:S. 113. Diesen Homunkulustheorien stellt Dennett das eigene „Modell der verschiedenen Entwürfe“ (multiple drafts model) entgegen. Diesem Modell zufolge werden in verschiedenen Gehirnregionen unterschiedliche Interpretationen eines Inputs entwickelt, die miteinander konkurrieren, jedoch nie an einer zentralen Stelle verglichen werden. Schließlich setze sich eine Interpretation dadurch durch, dass sie zu einem bestimmten Output führe.
Dennetts Kritik am cartesianischen Theater ist recht unterschiedlich aufgenommen worden. Zwar stimmen die meisten Theoretiker Dennett darin zu, dass es keinen räumlich identifizierbaren Ort gibt, an dem alle Informationen zusammengeführt werden. Dennoch wird oft argumentiert, dass Menschen einheitliche Wahrnehmungen haben und nicht nur Informationen über einzelne Eigenschaften. Nimmt man etwa einen fliegenden, blauen Ball wahr, so ergebe sich eine einheitliche Wahrnehmungssituation, die durch Dennetts Modell der verschiedenen Entwürfe nicht erklärt werden könne. Vielmehr müsse man einen Mechanismus identifizieren, durch den die Verknüpfung der einzelnen Eigenschaften zu einer einheitlichen Wahrnehmung möglich gemacht werde. In den Neurowissenschaften ist die Suche nach einem derartigen Mechanismus unter dem Begriff des Bindungsproblems bekannt geworden. Die modernen Vorschläge zur Lösung des Bindungenproblems gehen jedoch nicht von einem Ort aus, an dem alle Informationen zusammengeführt werden. Vielmehr behaupten etwa Neurowissenschaftler wie Wolf Singer und Christoph von der Malsburg, dass ein synchrones Feuern von verschiedenen Neuronenverbänden die Zusammenfügung von Eigenschaften wie Farbe, Form oder Bewegung möglich mache.

### Gilbert Ryle und das Gespenst in der Maschine
Eine wohl noch schärfere Kritik der Homunkulustheorien findet sich bei Gilbert Ryle, dem Lehrer von Daniel Dennett. Zwar spricht Ryle von einem Gespenst in der Maschine und nicht von einem Homunkulus, dennoch stimmen seine und Dennetts Argumentation in wesentlichen Punkten überein. Auch Ryle setzt bei Descartes an und erklärt, dass das Postulat einer immateriellen res cogitans (einer denkenden Sache) zu zahllosen Verwirrungen in der Philosophie geführt habe. Der zentrale Fehler ist nach Ryle, dass man mentale Zustände wie Wahrnehmungen, Erinnerungen oder Empfindungen als innere Zustände begreife, die also im Körper lokalisiert seien. Nach Ryle führt eine solche Vorstellung zu dem Bild eines Gespenstes, das eine Maschine (den Körper) steuere.
Die Alternative zu diesem Bild von inneren Zuständen ist nach Ryle ein methodologischer Behaviorismus: Menschen können genau dann bestimmte Wahrnehmungen, Gedanken oder Empfindungen zugesprochen werden, wenn sie ein bestimmtes Verhalten oder zumindest eine Verhaltensdisposition zeigen. Mentale Zustände sind für Ryle also nichts Inneres, sondern die Disposition, sich auf bestimmte Weise zu verhalten. Heute wird der Behaviorismus von den meisten Philosophen abgelehnt. Es wird allgemein nicht davon ausgegangen, dass das Postulat innerer, mentaler Zustände zu einem Homunkulusproblem führt. Allerdings stimmt gerade Dennetts Position in wesentlichen Punkten mit Ryles Theorie überein. Auch Dennett geht davon aus, dass es keinen inneren Zustand (sei es ein Gehirnprozess oder ein immaterieller Zustand) gebe, der mit einem mentalen Zustand zu identifizieren sei. Vielmehr glaubt er, dass es zahllose Prozesse gebe, von denen sich einige schließlich durchsetzten und zu einem bestimmten Verhalten führten. Die Zuschreibung von mentalen Zuständen fände dann infolge von den beobachtbaren Verhaltensmustern statt.

## Homunkulus in der Neuroanatomie

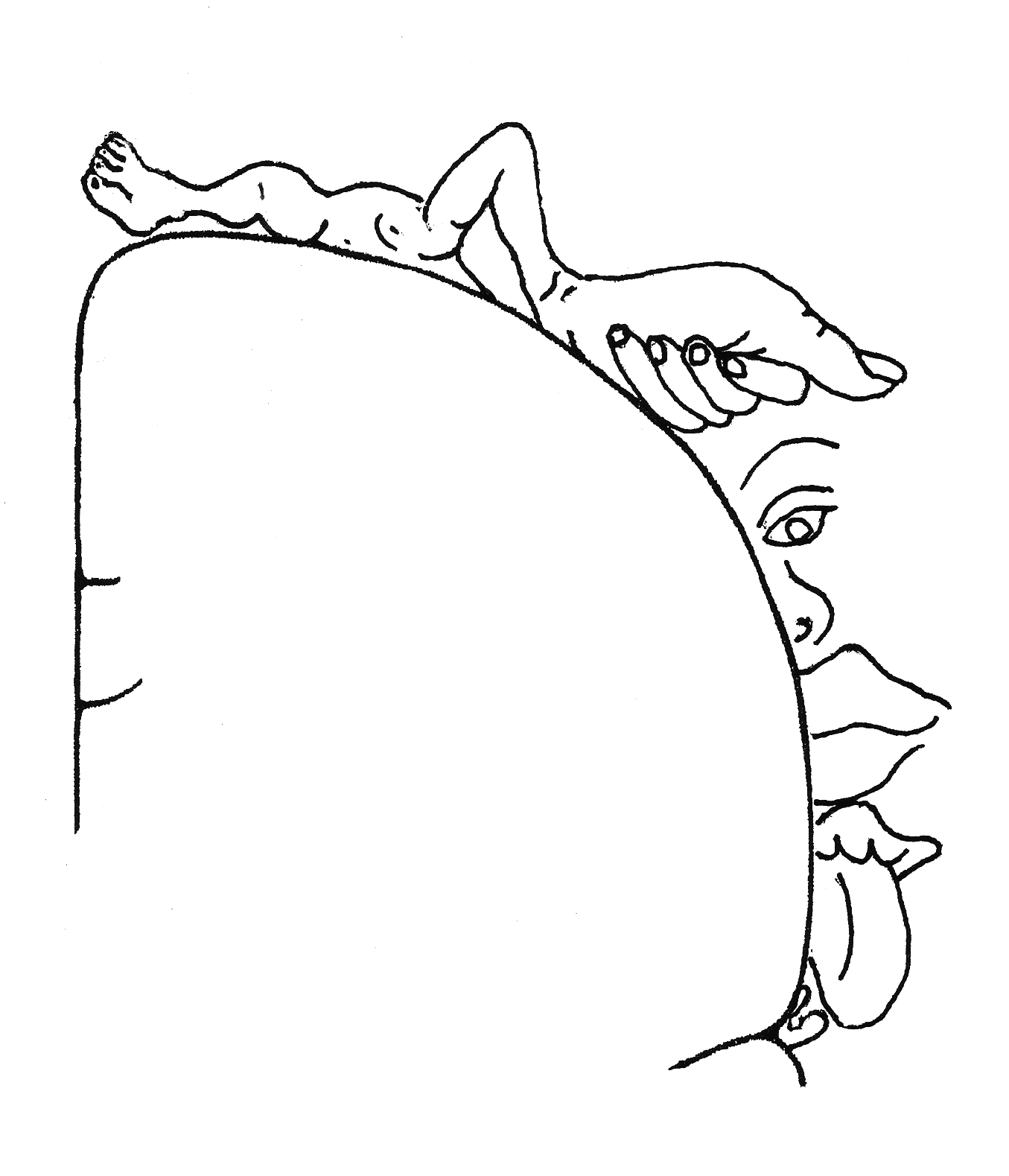
Bekannte Darstellung eines kortikalen Homunkulus nach Wilder Penfield. Gezeigt ist der motorische Kortex.

In den Neurowissenschaften wird seit den 1950er Jahren der Begriff Homunkulus metaphorisch gebraucht. In der Anatomie des Gehirns werden die Repräsentationen von Körperregionen auf den primären Rindenfeldern im Bereich der Zentralfurche als sensorischer Homunkulus Gyrus postcentralis bzw. motorischer Homunkulus Gyrus praecentralis verstanden. Für alle sensiblen und motorischen Bahnen gibt es eine Punkt-zu-Punkt-Zuordnung zwischen der Körperperipherie und dem Gehirn. So ist z. B. eine bestimmte Zellgruppe in der Großhirnrinde (Cortex) für die bewusste Wahrnehmung eines Schmerzreizes in einem ganz genau definierten Hautareal, und zwar nur für dieses, zuständig. Das Gehirn kann also allein aus der aktivierten Zellgruppe im Cortex schlussfolgern, in welchem Körperabschnitt der Schmerz auftritt. Diese Projektionen vom Körper auf das Gehirn entsprechen den sensorischen und motorischen Rindenfeldern. Die Größe des Zellgebietes im Rindenfeld entspricht nicht genau dem Ausmaß des Areals im Körper. Für besonders feinsensible oder feinmotorische Körperabschnitte (z. B. Finger) stehen recht große Rindenareale zur Verfügung. Andere Körperteile, die keine fein abgestimmten Bewegungen ausführen und die nicht so schmerzempfindlich sind (z. B. Bauch), haben nur relativ kleine Rindenfelder. Der „Homunkulus“, der durch die symbolische Nachzeichnung der mit den Cortexarealen assoziierten Körperteile entsteht, ist also gegenüber der tatsächlichen Körpergestalt stark verzerrt. Die prinzipielle Zuweisbarkeit von Körperregion und Hirnrindenarealen (Somatotopie) war bereits im 19. Jahrhundert von John Hughlings Jackson postuliert worden.
Der kanadische Neurochirurg Wilder Penfield konnte diese Vermutungen experimentell stützen und die exakte Zuordnung beobachten. Er skizzierte die Größenproportionen und bezeichnete die Zeichnung im Rückgriff auf den kulturhistorischen Kontext scherzhaft als Homunkulus. Bis heute hält sich in fast allen Lehrbüchern der Neuroanatomie der fehlerhafte, somatosensible Homunkulus mit falscher Zuordnung der Genitalien (im Gyrus postcentralis). Hierbei findet sich standardmäßig eine Zuordnung der Sensibilität der Genitalien in der Fissura longitudinalis cerebri am tiefsten Punkt. Dies widerspricht den Prinzipien der Somatotopie. Es konnte 2005 gezeigt werden, dass auch die Lage der Genitalien der Somatotopie folgt. Hiernach wird das Genital nicht unterhalb der Sensorik der Fußsohle projiziert, sondern an seinem logisch richtigen Punkt folgend der Somatotopie auf Höhe des Beckens.

Aufteilung motorischer/sensorischer Cortex und Homunculi

## Rezeption in der Populärkultur
- Im sechsteiligen Stummfilm Homunculus (1916) unter der Regie von Otto Rippert geht es um die Erschaffung eines „künstlichen Menschen“
- In Umberto Ecos Roman Das Foucaultsche Pendel (1988) [Kap 43] scherzt Lorenza, einen Homunkulus zu erstellen.
- Im Fantasy-Roman Der Rote Löwe (1946) von Mária Szepes lässt sich die Hauptfigur auf einen faustähnlichen Teufelspakt mit einer dämonenhaften Schlüsselfigur ein, deren Name Homunculus ist.
- Im Sammelkartenspiel „Magic: The Gathering“ gibt es mehrere Karten mit dem Kreaturtyp „Homunculus“.
- Im Film Manhattan (1979) spricht Woody Allen über einen Homunkulus.
- Im Europa-Hörspiel Draculas Insel, Kerker des Grauens (1981) von H. G. Francis aus der Gruselserie stellt sich der Schiffskapitän Humunk nach einem tödlichen Zwischenfall als „künstlicher Mensch“ und „eine Art Maschine“ heraus, wobei er als Homunkulus bezeichnet wird. Unter seiner gummiartigen Haut besteht er aus einem Eisenskelett.
- Die Figur „Fliegenbein“ in dem Fantasy-Roman Drachenreiter (1997) von Cornelia Funke ist ein Homunkulus.
- Im Sammelkartenspiel Yu-Gi-Oh! (1999, in Europa ab 2001) trägt eine Karte die Bezeichnung Homunkulus, Geschöpf der Alchemie.
- Im Fantasy-Roman Otherland (2001) von Tad Williams wird im 4. Teil ein Homunkulus vom Wutschbaum enthüllt.
- Im Manga/Anime Fullmetal Alchemist (2001) sind mehrere Homunculi die Gegenspieler der Protagonisten.
- Im Videospiel Shadow of Memories (2001) kommt ein Homunkulus vor, der über eine Zeitmaschine verfügt.
- Im Videospiel SpellForce: The Order of Dawn (2003) kann der Avatar einen Homunkulus zum Leben erwecken.
- Der Roman Die Stadt der Träumenden Bücher (2004) von Walter Moers erzählt von einer Figur namens Homunkoloss oder auch Schattenkönig, die in einem alchimistischen Experiment aus Mischwesen zwischen Mensch und Buch hergestellt wurde.
- Im Videospiel Castlevania: Dawn of Sorrow (2005) zählt der Homunkulus zu den Gegnern. Im Spiel hat dieser einen dämonischen Ursprung.
- In der TV-Serie The Big Bang Theory (S03E03, 2009) bezeichnet Dr. Sheldon Cooper seinen Mitbewohner Leonard als Homunkulus, eine „originalgetreue menschliche Miniatur“.
- Die österreichische Band Angizia behandelt einen Homunkulus in ihrem Album kokon. Ein schaurig-schönes Schachtelstück (2011).
- In der Science-Fiction-Serie Perry Rhodan erschuf sich die Superintelligenz ES einen Diener namens „Homunk“.[19]
- Im Prolog des Fantasy-Epos Planet Fantasia wird die Entstehung des Protagonisten und Homunkulus Jack mittels Nekromantie und Alchemie beschrieben.
- In der Anime-Serie Fate/Zero wurde der Homunkulus „Irisviel von Einzbern“ erschaffen.
- In der Romanreihe Tantei wa Mō, Shindeiru. existieren Menschen, die ein Homunkulus eingepflanzt bekommen haben. Im Roman stellen diese eine künstlich erschaffene, unsichtbare Waffe dar, die von ihrem Wirt gesteuert wird und unterschiedliche übermenschliche Fähigkeiten besitzen.
- Im Manga Homunculus (2003–2011) von Hideo Yamamoto ist der Hauptcharakter nach einer Trepanation in der Lage, die Homunculi von verschiedenen Personen wahrzunehmen. Dadurch hat der auch die Fähigkeit, Menschen von diesen zu befreien. Dies hat jedoch zur Folge, dass die Homunculi danach auf ihn selbst übergehen.